# El Casar
El Casar è un comune spagnolo di 12 710 abitanti situato nella comunità autonoma di Castiglia-La Mancia.
Il comune comprende, oltre al capoluogo omonimo, i nuclei abitati di Mesones, Los Arenales, Las Colinas, El Coto, Montecalderón, Lago del Jaral e Valdelosllanos.